# Liste der Biografien/Schneider, M
Liste der Biografien |
Portal Biografien |
M Personensuche
# |
A |
B |
C |
D |
E |
F |
G |
H |
I |
J |
K |
L |
M |
N |
O |
P |
Q |
R |
S |
T |
U |
V |
W |
X |
Y |
Z |
?
 
Sa |
Sb |
Sc |
Sd |
Se |
Sf |
Sg |
Sh |
Si |
Sj |
Sk |
Sl |
Sm |
Sn |
So |
Sp |
Sq |
Sr |
Ss |
St |
Su |
Sv |
Sw |
Sy |
Sz
 
Sca–Sce |
Sch |
Sci–Scz
 
Scha |
Schc |
Schd |
Sche |
Schg |
Schi |
Schj |
Schk |
Schl |
Schm |
Schn |
Scho |
Schp |
Schr |
Schs |
Scht |
Schu |
Schv |
Schw |
Schy
 
Schna |
Schne |
Schni |
Schno |
Schnu |
Schny
 
Schneb |
Schnec |
Schned |
Schnee |
Schneg |
Schneh |
Schnei |
Schnek |
Schnel |
Schnep |
Schner |
Schnet |
Schneu |
Schnew |
Schney |
Schnez
 
Schneib |
Schneic |
Schneid |
Schneie |
Schneik |
Schneis |
Schneit
 
Schneida |
Schneide |
Schneidh |
Schneidl |
Schneidm |
Schneidr |
Schneidt
 
Schneidem |
Schneiden |
Schneider |
Schneidew
 
Schneider, A |
Schneider, B |
Schneider, C |
Schneider, D |
Schneider, E |
Schneider, F |
Schneider, G |
Schneider, H |
Schneider, I |
Schneider, J |
Schneider, K |
Schneider, L |
Schneider, M |
Schneider, N |
Schneider, O |
Schneider, P |
Schneider, R |
Schneider, S |
Schneider, T |
Schneider, U |
Schneider, V |
Schneider, W |
Schneider, Y |
Schneiderb |
Schneidere |
Schneiderf |
Schneiderh |
Schneiderl |
Schneiderm |
Schneidero |
Schneiders |
Schneiderw
Die Liste der Biografien führt alle Personen auf, die in der deutschsprachigen Wikipedia einen Artikel haben. Dieses ist eine Teilliste mit 96 Einträgen von Personen, deren Namen mit den Buchstaben „Schneider, M“ beginnt.

## Schneider, M

### Schneider, Ma
- Schneider, Magda (1909–1996), deutsche SchauspielerinMagda Schneider (1909–1996)

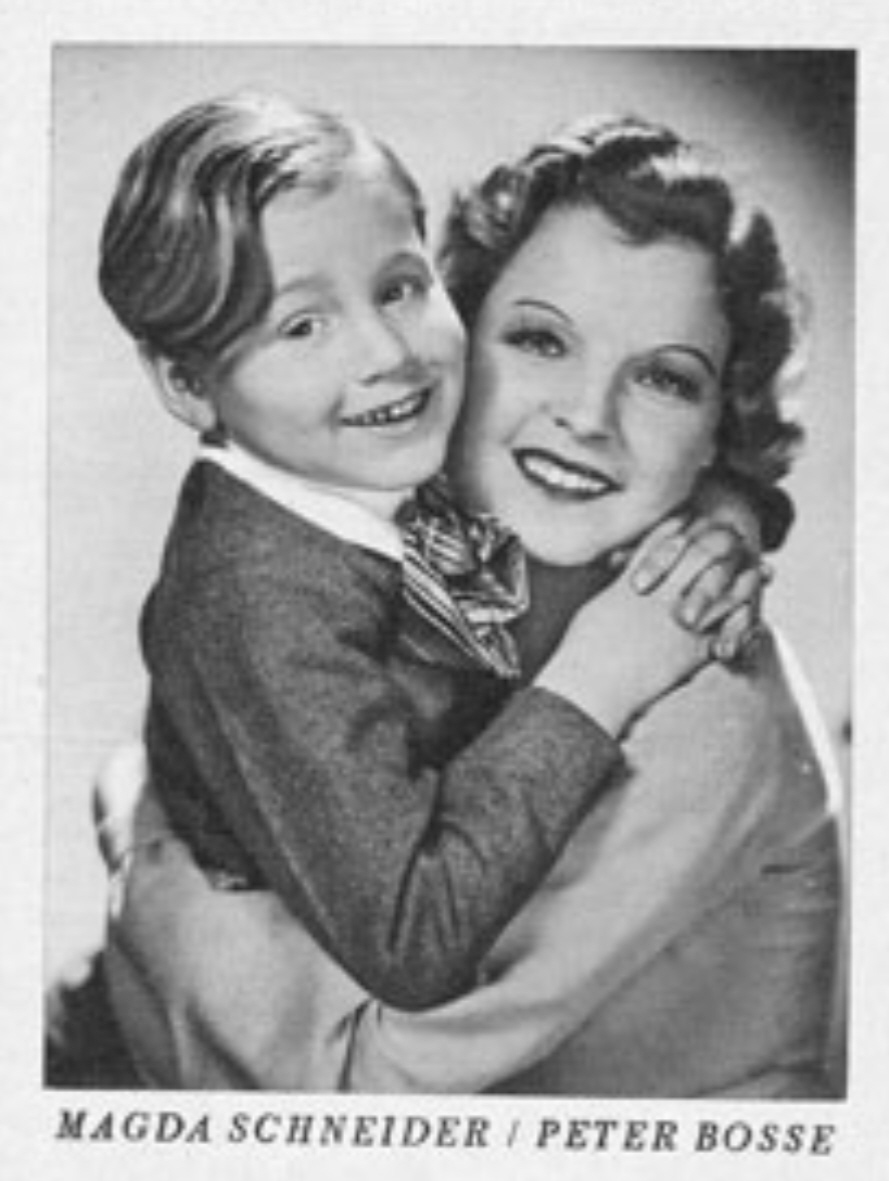
Magda Schneider (1909–1996)

- Schneider, Maik (* 1987), deutscher Erzieher und Politiker (NPD)
- Schneider, Maj (* 2007), deutsche Fußballspielerin
- Schneider, Makke (* 1974), deutscher Schauspieler
- Schneider, Manfred (1925–2020), deutscher Politiker (CDU), MdB
- Schneider, Manfred (1934–2009), deutscher Fußballspieler
- Schneider, Manfred (1934–2018), deutscher Mathematiker und Hochschullehrer
- Schneider, Manfred (1935–2016), deutscher Geodät und Hochschullehrer
- Schneider, Manfred (* 1938), deutscher Manager
- Schneider, Manfred (* 1941), deutscher Ruderer
- Schneider, Manfred (* 1944), deutscher Germanist
- Schneider, Manfred (1953–2008), deutscher Komponist, Arrangeur und Dirigent
- Schneider, Manfred (* 1957), deutscher Plastiker und Maler
- Schneider, Manfred Friedrich (* 1937), deutscher Mathematiker und Hochschullehrer
- Schneider, Marc (* 1973), US-amerikanischer Ruderer
- Schneider, Marc (* 1980), Schweizer Fussballspieler
- Schneider, Marcel (* 1964), Schweizer Manager
- Schneider, Marcel (* 1986), deutscher Boxer
- Schneider, Marcel (* 1990), deutscher Golfsportler
- Schneider, Marco (* 2001), österreichischer American-Football-Spieler
- Schneider, Mareike (* 1986), deutsche Fitness-Bloggerin, Fitnesscoach, Model, Unternehmerin
- Schneider, Margit (* 1967), österreichische Politikerin (SPÖ), Abgeordnete zum Kärntner Landtag
- Schneider, Maria (1898–1979), österreichische Politikerin (NWB), Abgeordnete zum Nationalrat
- Schneider, Maria (* 1923), deutsche Politikerin (SED), MdV, Mitglied des Staatsrats der DDR
- Schneider, Maria (1952–2011), französische SchauspielerinMaria Schneider (1952–2011)

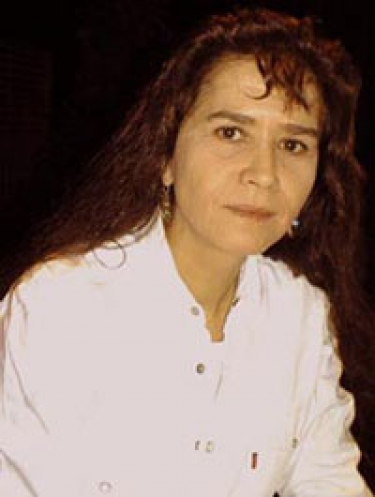
Maria Schneider (1952–2011)

- Schneider, Maria (* 1960), US-amerikanische Komponistin, Bandleaderin und Arrangeurin
- Schneider, Maria (* 1983), deutsche Schlagwerkerin, insbesondere Vibraphonistin und Marimbaspielerin
- Schneider, Marianne (1937–2023), deutsche Übersetzerin
- Schneider, Marie (* 1968), österreichische Schauspielerin
- Schneider, Mariejosephin (* 1976), deutsche Regisseurin und Drehbuchautorin
- Schneider, Marina (* 1990), österreichische Leichtathletin; Miss Austria 2008
- Schneider, Mario (* 1970), deutscher Regisseur, Autor, Filmkomponist und Fotograf
- Schneider, Marion (* 1956), deutsche Unternehmerin und Autorin
- Schneider, Marion (* 1976), deutsche Schauspielerin
- Schneider, Marius (1903–1982), deutscher Musikethnologe
- Schneider, Mark (* 1965), deutsch-amerikanischer Wirtschaftsmanager
- Schneider, Markus (* 1960), Schweizer Journalist und Buchautor
- Schneider, Markus (* 1965), Schweizer Politiker (Die Mitte)
- Schneider, Markus (* 1974), deutscher Produktionslogistikwissenschaftler
- Schneider, Martin, deutscher Basketballspieler
- Schneider, Martin, deutscher Komponist und Instrumentalist
- Schneider, Martin, deutscher Turnlehrer
- Schneider, Martin, Barockbildhauer
- Schneider, Martin (1839–1904), deutscher Jurist und Politiker, MdR
- Schneider, Martin (1892–1967), deutscher Politiker (GB/BHE), MdL
- Schneider, Martin (1938–2021), deutscher Opernregisseur und Hochschullehrer
- Schneider, Martin (* 1964), deutscher Schauspieler und KomikerMartin Schneider (* 1964)

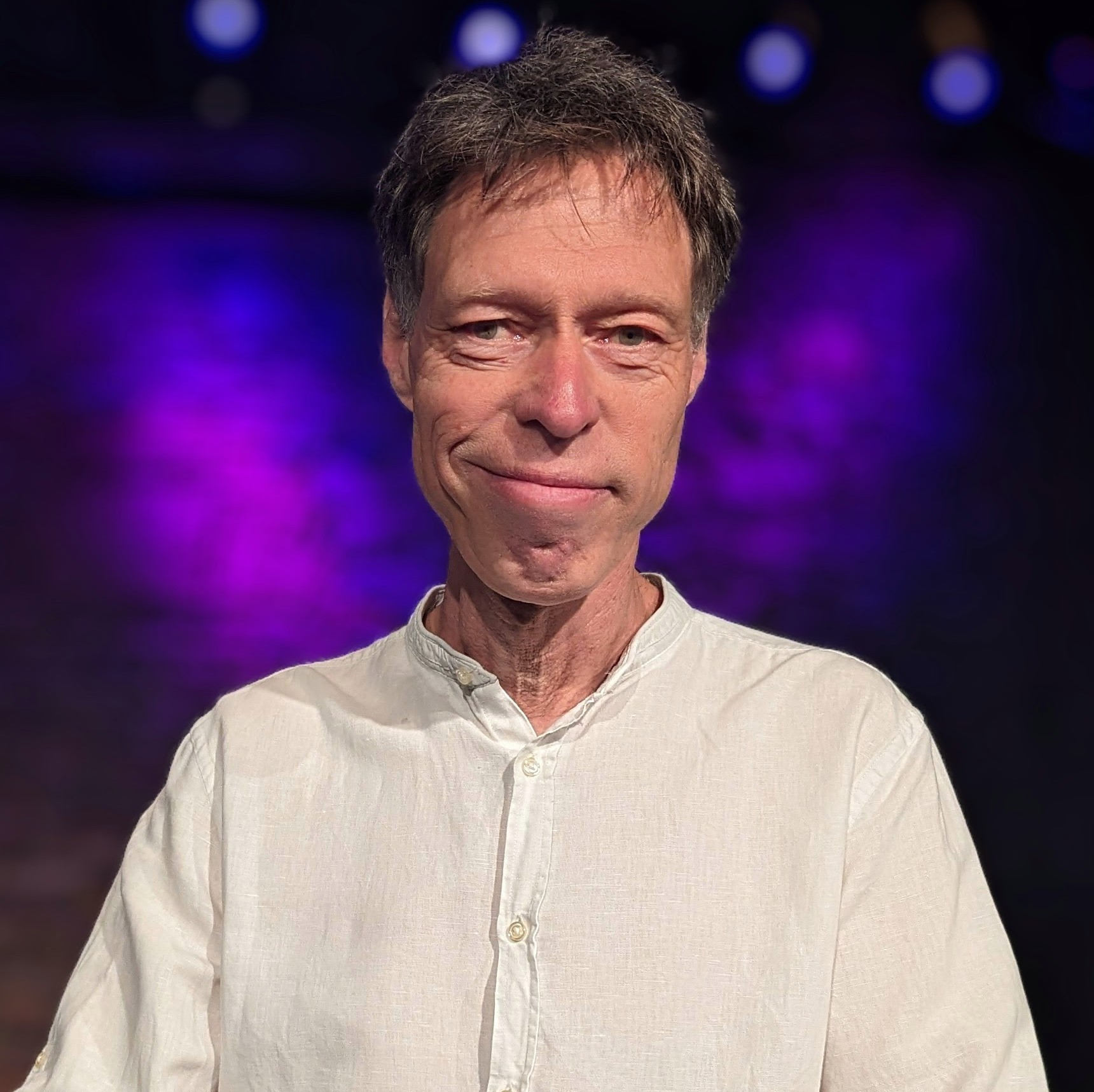
Martin Schneider (* 1964)

- Schneider, Martin (* 1966), deutscher Elektrotechnik-Ingenieur und Professor an der Uni Bremen
- Schneider, Martin (* 1967), deutscher Sportreporter und Fußballkommentator
- Schneider, Martin (* 1968), deutscher Fußballspieler
- Schneider, Martin (* 1970), österreichischer Fußballspieler und Trainer
- Schneider, Martin Gotthard (1930–2017), deutscher Kirchenmusiker, Kirchenmusikdirektor und Landeskantor
- Schneider, Mary (* 1932), australische Sängerin
- Schneider, Maschinka (1815–1882), deutsche Opernsängerin (Sopran/Mezzosopran)
- Schneider, Mathias (1834–1917), ungarndeutscher RichterMathias Schneider (1834–1917)

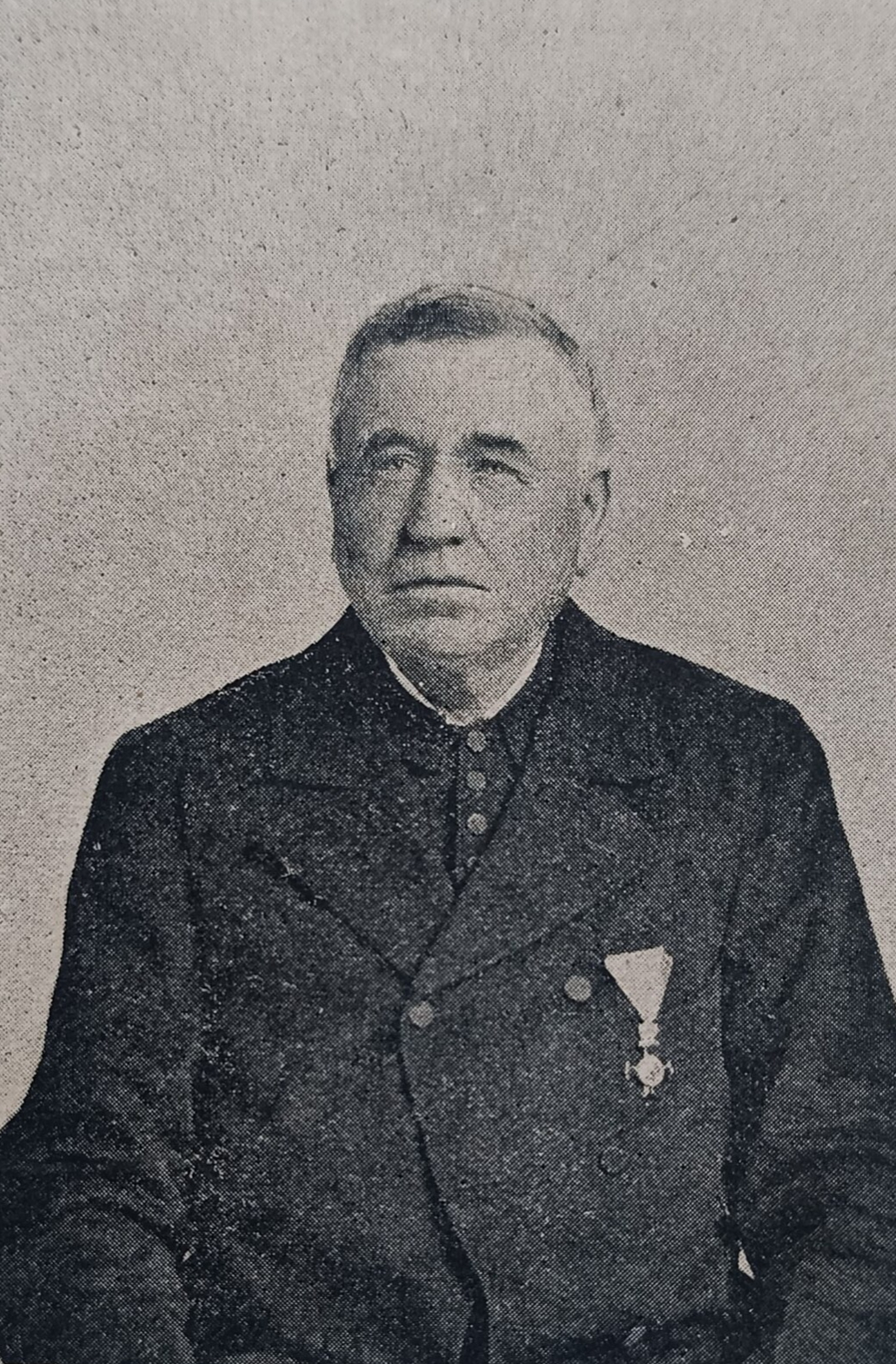
Mathias Schneider (1834–1917)

- Schneider, Mathieu (* 1969), US-amerikanischer Eishockeyspieler
- Schneider, Matt (* 1985), kanadisch-neuseeländischer Eishockeyspieler
- Schneider, Matthäus (1877–1944), deutscher Politiker (SPD), MdL und Widerstandskämpfer
- Schneider, Matthias (* 1959), deutscher Kirchenmusiker und Musikwissenschaftler
- Schneider, Matthias (1962–2024), deutscher Politiker (CDU) und Landrat
- Schneider, Max (1853–1933), deutscher Publizist, Verleger und Propagandist des frühen Skilaufs
- Schneider, Max (1859–1939), deutscher Bibliothekar
- Schneider, Max (1875–1967), deutscher Musikhistoriker
- Schneider, Max (* 1887), österreichischer Fotograf und Kunstmaler
- Schneider, Max (1903–1980), deutscher Maler und Grafiker
- Schneider, Max (1904–1979), schweizerisch-deutscher Physiologe
- Schneider, Max (1909–1958), tschechoslowakisch-deutscher kommunistischer Parteifunktionär
- Schneider, Max (1915–1987), deutscher Parteifunktionär (NDPD), MdV
- Schneider, Max (1921–2010), österreichischer Politiker (KPÖ), Aktivist gegen Faschismus und Zeitzeuge der NS-Zeit
- Schneider, Max (* 1992), US-amerikanischer Sänger und SchauspielerMax Schneider (* 1992)

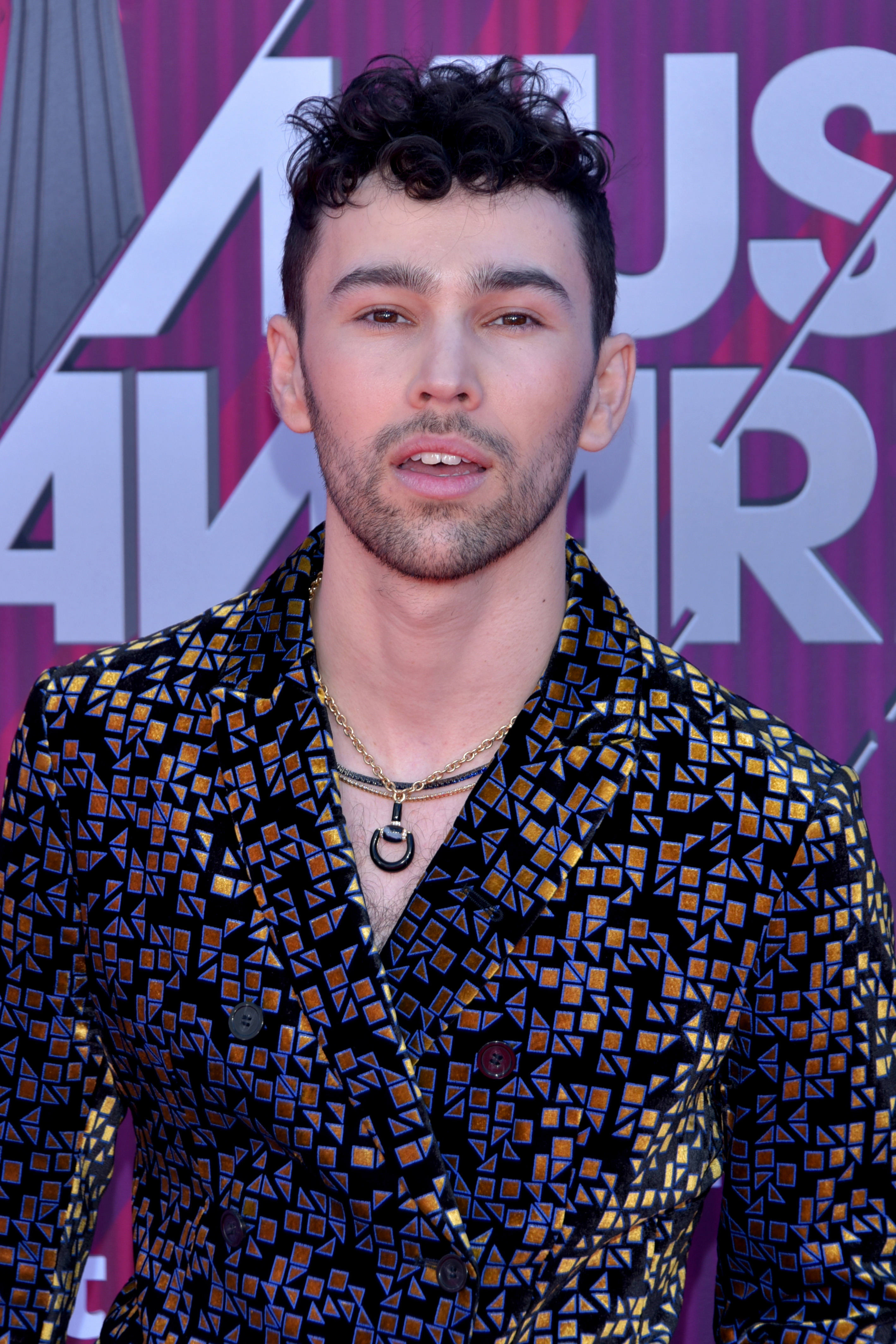
Max Schneider (* 1992)

- Schneider, Max Hooper (* 1982), US-amerikanischer Künstler

### Schneider, Me
- Schneider, Meret (* 1992), Schweizer Politikerin (GPS)

### Schneider, Mi
- Schneider, Michael (1612–1639), deutscher Philosoph
- Schneider, Michael (1855–1929), österreichischer Politiker (CSP), Landtagsabgeordneter
- Schneider, Michael (1909–1994), deutscher Organist, Chorleiter, Musikpädagoge, Musikwissenschaftler und Hochschullehrer
- Schneider, Michael (1942–1997), deutscher Mathematiker
- Schneider, Michael (* 1943), deutscher Schriftsteller und Publizist
- Schneider, Michael (* 1944), deutscher Historiker und Politikwissenschaftler
- Schneider, Michael (* 1949), deutscher katholischer Theologe
- Schneider, Michael (* 1953), deutscher Blockflötist und Dirigent
- Schneider, Michael (1953–2022), deutscher Politiker (Die Linke), MdA
- Schneider, Michael (* 1954), deutscher Politiker (CDU)
- Schneider, Michael (* 1960), deutscher Sprengmeister
- Schneider, Michael (* 1964), deutscher Fußballspieler
- Schneider, Michael (* 1964), Schweizer Komponist und Musikwissenschaftler
- Schneider, Michael (* 1967), österreichischer Druckgraphiker
- Schneider, Michael (* 1968), deutscher Bankfachwirt und Politiker (CDU), MdL
- Schneider, Michael (* 1970), deutscher Fernsehregisseur
- Schneider, Michael (* 1977), deutscher evangelischer Theologe und Präses der Evangelischen Kirche von Kurhessen Waldeck
- Schneider, Mirko (* 1994), deutscher Volleyball- und Beachvolleyballspieler

### Schneider, Mo
- Schneider, Monika (* 1983), polnische Tennisspielerin und -trainerin
- Schneider, Monique, Schweizer Basketballspielerin
- Schneider, Moritz (1848–1923), sächsischer Generalmajor
- Schneider, Moritz (* 1999), deutscher Basketballspieler
- Schneider, Moses (* 1966), deutscher Musikproduzent

### Schneider, My
- Schneider, Mycle (* 1959), deutscher Energie- und Atompolitikberater